# Élections municipales du 26 mars 1871 à Paris
La Commune de Paris de 1871 a pris place le 26 mars 1871 à la suite des élections au suffrage universel masculin organisées dans la ville par le Comité central de la Garde nationale. Présente dans les rêves du mouvement social depuis la Commune de Paris de 1792 dont elle s'inspire, la Commune a vu s'installer une assemblée où se trouvaient représentées toutes les tendances républicaines de l'époque, les plus modérés laissant rapidement l'assemblée aux plus radicaux qui se référent au jacobinisme, au blanquisme, au socialisme et à l'anarchisme. Les élus siégeront au Conseil de la Commune.

## Contexte
Après la journée du 18 mars et le retrait sur Versailles des autorités légales, c'est le Comité central de la Garde nationale qui détient le pouvoir de fait dans la capitale. Surpris de cette facile victoire et peu enclin à assumer les responsabilités politiques de la situation, le Comité central décide rapidement d'organiser de nouvelles élections municipales qu'il fixe au 22 mars.
Cette date doit être reportée d'abord au 23 puis au 26 mars en raison de deux évènements :
- d'une part, les efforts de conciliation entrepris par les maires d'arrondissement et les élus parisiens (dont Clemenceau, Millière, Tolain, Cournet, Lockroy, Malon) essayant d'éviter l'affrontement entre l'Assemblée nationale et la garde nationale.
- d'autre part, les manifestations les 21 et 22 mars du parti de l'ordre et de l'occupation de certaines mairies d'arrondissement par des bataillons bourgeois de la garde nationale.

## Élections
L'attitude ferme de Thiers et de l'Assemblée nationale fait échec aux tentatives de négociation. Les maires d'arrondissement et les députés de la Seine acceptent alors de cosigner avec le Comité central le texte appelant les électeurs parisiens à se rendre aux urnes.
92 postes de conseillers sont à pourvoir au scrutin de liste par arrondissement. Chaque arrondissement dispose d'un conseiller par tranche de 20 000 habitants et par fraction de plus de 10 000, ce qui donne la répartition suivante :
- 2 pour le XVIe
- 3 pour les XIVe et XVe
- 4 pour les Ier, IIe, VIIe, VIIIe, XIIe, XIIIe, XIXe et XXe
- 5 pour les IIIe, IVe, Ve, VIe, IXe et XVIIe
- 6 pour le Xe
- 7 pour les XIe, XVIIIe

La campagne est brève. Trois courants se partagent l'opinion. Les partisans du gouvernement préconisent l'abstention. Les conciliateurs s'appuient sur les candidatures modérées des maires en place ou de leurs adjoints. Le parti de la Commune regroupe le Comité central de la Garde nationale, le Comité central républicain des Vingt arrondissements et les Internationalistes. Les témoignages concordent pour affirmer que les opérations se déroulent presque partout dans le calme et sans contrainte.

## Résultats

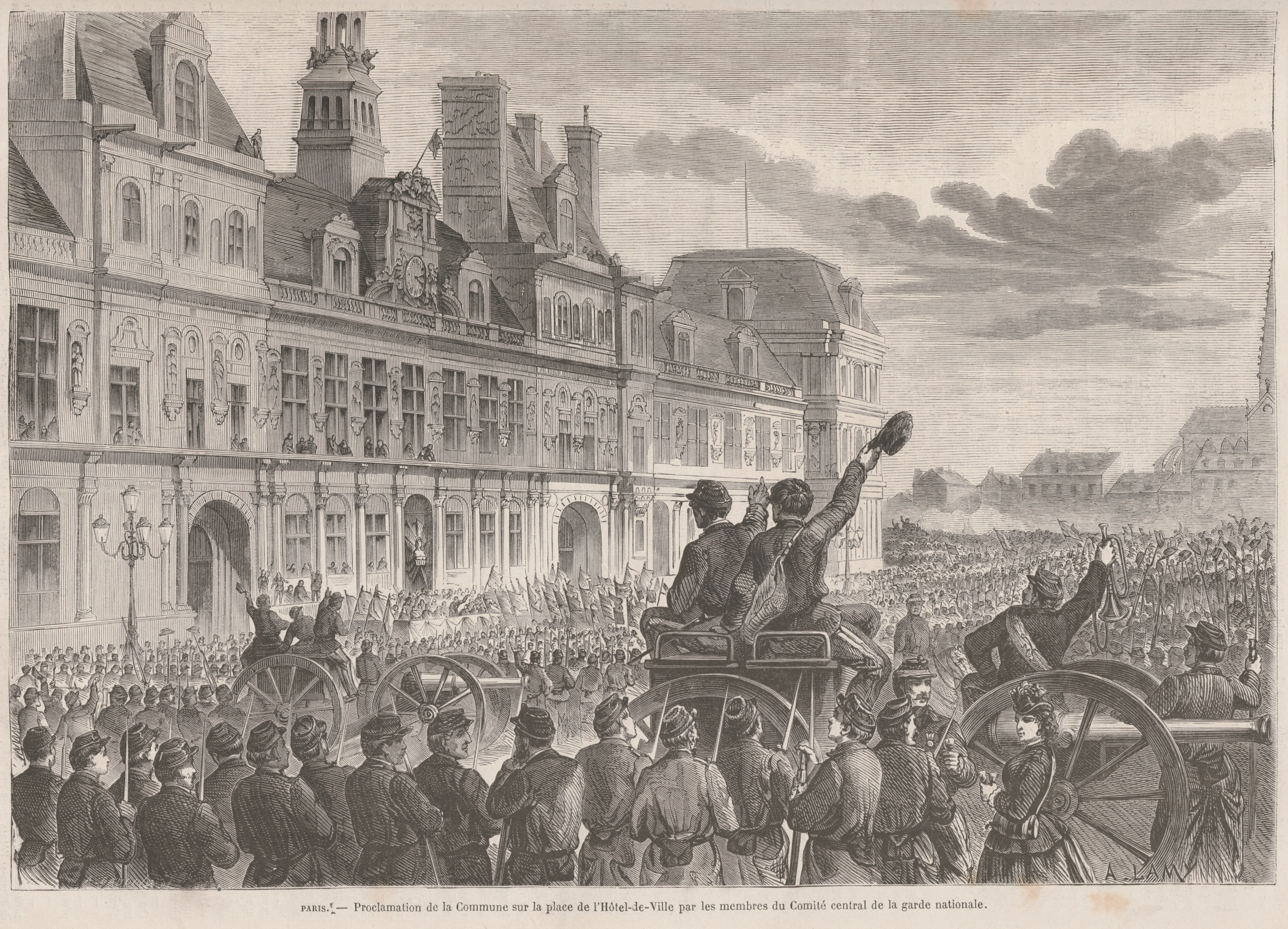
Proclamation des résultats des élections, le 28 mars 1871 sur la place de l'Hôtel-de-Ville. Gravure de A. Lamy pour Le Monde illustré.

Paris compte alors 484 569 électeurs inscrits. Le nombre de participants est de 229 167. Le taux d'abstention est de 52 %, mais assez comparable à celui des précédentes élections municipales qui ont eu lieu les 5 et 7 novembre 1870. Ce taux est donc satisfaisant compte tenu des consignes d'abstention données par les versaillais, et de la fuite d'un certain nombre de Parisiens qui ont quitté la capitale depuis la levée du blocus par les Prussiens, estimée entre 60 et 80 000. La participation est nettement plus forte dans l’Est et le Nord parisiens que dans les quartiers bourgeois de l’Ouest.
L'élection de six candidats en position d'être élus, mais n'ayant pas franchi la barre des 12,5 % des inscrits, est cependant validée. Il s'agit de Brunel, Langevin, Rigault, Vaillant, Arnould et Allix. Six sièges restent vacants en raison des élections multiples bénéficiant à un même candidat, auxquels s'ajoute le siège dévolu à Blanqui toujours en prison.
La majorité révolutionnaire comporte au moins 60 conseillers (dont 15 élus appartenant au Comité central de la garde nationale). La minorité modérée est représentée par 16 membres du parti des maires (Méline, Tirard, etc) et 4 radicaux. Il faut souligner également la présence d'une quinzaine de membres de l'Internationale. Clemenceau est largement battu dans le XVIIIe arrondissement n'obtenant que 752 voix sur 17 443 votants.
Le Conseil de la Commune sera rapidement réduit à 62 membres après la démission collective du parti des maires, suivi de celle des radicaux, et par la mort de Flourens et Duval exécutés par les versaillais après les premiers combats d'avril.
Le 28 mars, au cours d'une grande manifestation populaire place de l'Hôtel-de-Ville, le Comité central de la garde nationale remet aux nouveaux élus les pouvoirs qu'il détenait de fait depuis dix jours. Toutefois la garde nationale continuera à exercer un pouvoir parallèle, notamment dans le domaine des opérations militaires.

### Élections complémentaires
Prévues d'abord le 5 avril, les élections complémentaires, destinées à pourvoir les sièges vacants ou désertés, sont organisées le 16 avril 1871. Un siège supplémentaire a été décerné au XXe arrondissement dont l'effectif de la population a été entre-temps révisée. 32 conseillers sont à élire. En fait les candidats sont peu nombreux et le taux d'abstention dépasse les 80 %. Dans ces conditions, seuls 14 sièges seront pourvus portant le nombre de conseillers à 79 (sur un total de siège de 93).
Les résultats des élections complémentaires du 16 avril sont publiées au Journal officiel du 20 avril 1871.
Le mois suivant, la Commune tombera lors de la Semaine sanglante.

## Élus de la Commune

### Abréviations utilisées
- I : Association internationale des travailleurs
- B : Blanquiste
- J : Jacobin
- CC : Comité central de la Garde nationale
- CE : Commission exécutive
  - CE (1) : Première Commission Exécutive
  - CE (2) : Seconde Commission Exécutive
  - CE (1-2) : Première et Seconde Commission Exécutive
- CSP : Comité de Salut public
  - CSP (1) : Premier Comité de Salut public
  - CSP (2) : Second Comité de Salut public
  - CSP (1-2) : Premier et Second Comité de Salut Public
- AfR : signataire[15] de l'Affiche Rouge
- m : Minorité contre la création du CSP et/ou signataire du Manifeste de la minorité
- 16/04 : élu le 16 avril

### Élus
| Élu                                    | Profession                            | Particularité                                                     | Appartenance politique | Fraction            | Dates      | Âge |
| Désiré-Adolphe Adam                    | négociant en draps                    | Ier ardt; démissionne le 30 mars                                  |                        |                     | 1818-1872  | 53  |
| Jules Allix                            | professeur libre                      | VIIIe ardt ;                                                      |                        |                     | 1818-1897  | 53  |
| Charles Amouroux                       | ouvrier chapelier                     | IVe ardt,                                                         | I                      | CC;                 | 1843-1885  | 28  |
| Jules Andrieu                          | employé préfecture                    | 16/04; Ier ardt                                                   | I                      | CE (2), m           | 1838-1884  | 46  |
| Armand Antoine Jules Arnaud            | employé                               | AfR; IIIe ardt                                                    | I, J                   | CC, CSP (1-2)       | 1831-1885  | 40  |
| Georges Arnold                         | architecte                            | 16/04; XVIIIe ardt                                                |                        | CC                  | 1837-1912  | 34  |
| Arthur Arnould                         | journaliste                           | écrivain; IVe et VIIe ardts                                       | I                      | m                   | 1833-1895  | 38  |
| Adolphe Assi                           | ouvrier mécanicien                    | XIe ardt; colonel de la Garde nationale                           | I                      | CC, m               | 1841-1886  | 30  |
| Augustin Avrial                        | ouvrier mécanicien                    | Commandant du 66e bataillon de la Garde nationale ; XIe ardt      | I                      | m CE,               | 1840-1904  | 31  |
| Jules-Nicolas-André Babick             | parfumeur                             | AfR; Xe ardt                                                      | I                      | m                   | 1820-1902  | 51  |
| Jules-Henri-Marius Bergeret            | ouvrier typographe                    | XXe ardt ; commandant de la XVIIIe légion de la Garde nationale ; | I, J                   | CC, CE (1)          | 1830-1905  | 41  |
| Charles Beslay                         | ingénieur                             | AfR; VIe ardt ;                                                   | I                      | m                   | 1795-1878  | 75  |
| Alfred-Édouard Billioray               | artiste peintre                       | XIVe ardt ;                                                       |                        | CC, CSP (2)         | 1841-1876  | 30  |
| Stanislas Xavier Pourille dit Blanchet | brocanteur                            | Ve ardt                                                           | J                      | CC                  | 1833-1880  | 38  |
| Auguste Blanqui                        | journaliste                           | XXe ardt; ne peut siéger (emprisonné en province)                 | B                      |                     | 1805-1881  | 66  |
| Jehan de Bouteiller                    | militaire, puis avocat                | XVIe ardt; démissionnaire au 1er avril                            |                        |                     | 1840-1885  | 31  |
| Ernest Brelay                          | négociant en textile, économiste      | IIe ardt; démissionnaire au 1er avril                             |                        |                     | 1826-1900  | 45  |
| Auguste Briosne                        | courtier en linge                     | AfR; IXe; (16/04), ne siège pas                                   |                        |                     | 1825-1873  | 46  |
| Paul Antoine Brunel                    | officier                              | VIIe ardt ;                                                       |                        | J                   | 1830-1904  | 41  |
| Louis-Denis Chalain                    | tourneur                              | XVIIe ardt                                                        | I                      | m                   | 1845-1895  | 26  |
| Henry Louis Champy                     | coutelier                             | AfR; Xe ardt                                                      | J                      |                     | 1846-1902; | 25  |
| Jean-Baptiste Chardon                  | ouvrier chaudronnier                  | AfR; XIIIe ardt                                                   | B                      |                     | 1839-1900  | 32  |
| Adolphe Clémence                       | ouvrier relieur                       | AfR; IVe ardt                                                     | I                      | m                   | 1838-1889  | 33  |
| Émile Léopold Clément                  | ouvrier cordonnier                    | XVIIe ardt                                                        | I (?)                  |                     | 1826-1881  | 45  |
| Jean Baptiste Clément                  | chansonnier                           | 129°bat; XVIIIe ardt                                              | I (?), J               |                     | 1839-1903  | 35  |
| Victor Clément                         | ouvrier teinturier                    | XVe ardt                                                          | I (?)                  | m                   | 1824-?     | 47  |
| Gustave Paul Cluseret                  | officier                              | 16/04; Ier et XVIIIe ardt                                         | I                      | CE (2), m           | 1823-1900  | 48  |
| Gustave Courbet                        | artiste peintre                       | 16/04; VIe ardt                                                   |                        | m                   | 1819-1877  | 52  |
| Frédéric Cournet                       | employé                               | XIXe ardt                                                         |                        | J                   | 1837-1885  | 32  |
| Charles Delescluze                     | journaliste                           | XIe et XIXe ardts                                                 | J                      | CSP (2)             | 1808-1871  | 62  |
| Antoine Demay                          | ouvrier sculpteur                     | AfR; IIIe ardt                                                    | I, J                   |                     | 1822-1884  | 49  |
| Louis-Simon Dereure                    | ouvrier cordonnier                    | XVIIIe ardt                                                       | I                      |                     | 1838-1900  | 33  |
| Baptiste Descamps                      | mouleur                               | XIVe ardt                                                         | J                      |                     | 1836-1898  | 35  |
| Ernest Desmarest                       | avocat                                | IXe; démissionnaire au 1er avril                                  |                        |                     | 1815-1901  | 56  |
| Clovis Dupont                          | ouvrier vannier                       | IIIe ardt                                                         | I (?), J               | CC                  | 1830-1902  | 41  |
| Jean-Martial-Aminthe Dupont            | employé                               | XVIIe ardt, (16/04)                                               | J                      |                     | 1841-~1890 | 29  |
| Jacques Louis Durand                   | ouvrier cordonnier                    | IIe ardt (16/04)                                                  | I, J                   |                     | 1817-1871  | 54  |
| Émile-Victor Duval                     | ouvrier fondeur                       | AfR; XIIIe ardt                                                   | I, B                   | CC, CE (1)          | 1841-1871  | 31  |
| Émile Eudes                            | employé                               | XIe ardt                                                          | B                      | CC, CE (1), CSP (2) | 1843-1888  | 28  |
| Théophile Ferré                        | comptable                             | AfR; XVIIIe ardt                                                  | B                      |                     | 1846-1871  | 26  |
| Émile Ferry                            | industriel                            | IXe ardt; démissionnaire au 1er avril                             |                        |                     | 1821-1897  | 50  |
| Gustave Flourens                       | enseignant                            | XXe ardt                                                          | J                      |                     | 1838-1871  | 33  |
| Léo Frankel                            | ouvrier bijoutier                     | hongrois; XIIIe ardt                                              | I                      | CC, m               | 1844-1896  | 27  |
| Julien Fruneau                         | charpentier                           | AfR; XIIe ardt; démissionnaire au 31 mars                         |                        |                     | 1827-1892  | 44  |
| Charles Ferdinand Gambon               | ex-juge                               | Xe ardt                                                           | J                      | CSP (2)             | 1820-1887  | 51  |
| Charles Gérardin                       | courtier                              | AfR; XVIIe ardt                                                   | J                      | CSP (1)             | 1843-1921  | 28  |
| Eugène Gérardin                        | ouvrier peintre                       | AfR; IVe ardt                                                     | I                      | m                   | 1827-?     | 44  |
| Jean-Baptiste-Hubert Geresme           | ouvrier chaisier                      | XIe ardt                                                          |                        | CC                  | 1826-1890  | 45  |
| Edmond-Alfred Goupy                    | médecin                               | VIe ardt; démissionne le 7 avril                                  |                        |                     | 1838-1919  | 33  |
| Paschal Grousset                       | journaliste                           | XVIIIe ardt                                                       | J                      | CE (2)              | 1844-1909  | 27  |
| Fortuné Henry                          | poète, journaliste, maroquinier       | AfR; Xe ardt                                                      | I, J                   | AfR, CC             | 1821-1882  | 49  |
| Jules-Paul Johannard                   | placier                               | AfR; IIe ardt ;16/04                                              | I, J                   |                     | 1843-1892  | 28  |
| François Jourde                        | comptable                             | Ve ardt                                                           |                        | CC, m               | 1846-1893  | 28  |
| Camille Langevin                       | ouvrier tourneur                      | XVe ardt                                                          | I                      | m                   | 1843-1913  | 28  |
| Charles Ledroit                        | photographe                           | Ve ardt                                                           | J (?)                  |                     | 1818-1882  | 53  |
| Ernest Lefèvre                         | avocat, journaliste                   | VIIe ardt; démissionne le 6 avril                                 |                        |                     | 1833-1889  | 38  |
| Gustave Lefrançais                     | ex-instituteur                        | IVe ardt                                                          | I                      | CE (1), m           | 1826-1901  | 45  |
| Albert Leroy                           |                                       | VIe ardt; démissionne le 30 mars                                  |                        |                     | 1820-1879  | 51  |
| Charles Loiseau-Pinson                 | ouvrier teinturier                    | IIe ardt; démissionne le 29 mars                                  |                        |                     | 1815-1876  | 56  |
| Alphonse Lonclas                       | ouvrier sculpteur                     | XIIe ardt; 16/04                                                  | J                      |                     | 1836-1923  | 30  |
| Charles Longuet                        | journaliste                           | XVIe ardt ;16/04                                                  | I                      | m                   | 1841-1903  | 32  |
| Benoît Malon                           | ouvrier teinturier                    | AfR; XVIIe ardt                                                   | I                      | m                   | 1841-1893  | 30  |
| Henri Marmottan                        | docteur en médecine                   | XVIe; démissionne le 1er avril                                    |                        |                     | 1832-1914  | 39  |
| Jules Martelet                         | ouvrier peintre                       | AfR; XIVe ardt                                                    | I, J (?)               | AfR                 | 1843-1916  | 28  |
| Jules Méline                           | avocat                                | Ier ardt; démissionne le 30 mars                                  |                        |                     | 1838-1925  | 33  |
| Léo Melliet                            | clerc d'avoué                         | AfR; XIIIe ardt                                                   |                        | CSP (1)             | 1843-1909  | 30  |
| Jules Miot                             | pharmacien                            | XIXe ardt                                                         | I, J                   |                     | 1809-1883  | 61  |
| Henri Mortier                          | découpeur sur bois                    | XIe ardt                                                          | B                      | CC                  | 1843-1894  | 26  |
| Charles Murat                          | fabricant en bijouterie               | IIIe; démissionne le 2 avril                                      |                        |                     | 1818-1897  | 53  |
| Gustave Nast                           | avocat                                | IXe; démissionnaire au 1er avril                                  |                        |                     | 1826-1904  | 45  |
| François-Charles Ostyn                 | ouvrier tourneur                      | IXe ardt                                                          | I (?)                  | CC, m               | 1823-1912  | 48  |
| Émile Oudet                            | ouvrier peintre sur porcelaine        | AfR; XIXe ardt                                                    | J                      |                     | 1826-1909  | 45  |
| Ulysse Parent                          | dessinateur en objets d'art           | IXe ardt; démissionne le 5 avril                                  |                        |                     | 1828-1880  | 43  |
| François-Louis Parisel                 | médecin                               | AfR; VIIe ardt                                                    | J                      |                     | 1841-1878  | 30  |
| Philippe (Jean Fenouillas dit)         | commerçant en vin                     | XIIe ardt; 16/04                                                  | J                      |                     | 1830-1873  | 42  |
| Jean-Jacques Pillot                    | ancien prêtre, médecin                | AfR; Ier ardt;16/04                                               | B, I                   |                     | 1808-1877  | 63  |
| Jean-Louis Pindy                       | ouvrier menuisier                     | AfR; IIIe ardt                                                    | I                      | CC, m               | 1840-1917  | 31  |
| Eugène Pottier                         | dessinateur sur étoffe                | IIe ardt; 16/04                                                   | I, J                   | CC                  | 1816-1887  | 55  |
| Eugène Protot                          | avocat                                | XIe ardt                                                          | B                      | CE (2)              | 1839-1921  | 33  |
| Ernest Puget                           | peintre en porcelaines puis comptable | AfR; XIXe ardt                                                    | J                      |                     | 1836-?     | 45  |
| Félix Pyat                             | journaliste                           | Xe ardt                                                           | J                      | CE (1), CSP (1)     | 1810-1889  | 61  |
| Arthur Ranc                            | journaliste                           | IXe ardt; démissionne le 6 avril                                  |                        |                     | 1831-1908  | 40  |
| Gabriel Ranvier                        | ouvrier peintre                       | XXe ardt                                                          | B                      | CC, CSP (1-2)       | 1828-1879  | 43  |
| Paul Philémon Rastoul                  | médecin                               | Xe ardt                                                           | J                      | m                   | 1835-1875  | 36  |
| Dominique Régère                       | vétérinaire                           | AfR; Ve ardt                                                      | J                      |                     | 1816-1893  | 55  |
| Raoul Rigault                          | journaliste                           | VIIe ardt                                                         | B                      | CE (2)              | 1846-1871  | 25  |
| Jean-François Robinet                  | médecin, historien                    | VIIIe ardt, démissionne le 30 mars                                |                        |                     | 1825-1899  | 45  |
| Louis-Augustin Rogeard                 | enseignant privé                      | VIe ardt; 16/04; ne siège pas                                     |                        |                     | 1820-1896  | 51  |
| Auguste Serraillier                    | ouvrier cordonnier                    | IIe ardt;16/04                                                    | I                      | m                   | 1840-1891  | 31  |
| Auguste Sicard                         | marchand en crinolines                | AfR; VIIe ardt;16/04;                                             | J                      |                     | 1839-1877  | 42  |
| Albert Theisz                          | ouvrier ciseleur                      | AfR; XIIe et XVIIe ardts                                          | I                      | m                   | 1839-1881  | 32  |
| Pierre Tirard                          | négociant                             | IIe ardt; démissionne le 28 mars                                  |                        |                     | 1827-1893  | 44  |
| Gustave Tridon                         | journaliste                           | AfR; Ve ardt                                                      | B                      | CE (1), m           | 1841-1871  | 30  |
| Alexis Louis Trinquet                  | ouvrier cordonnier                    | XXe ardt; 16/04                                                   | I (?), B               |                     | 1835-1882  | 36  |
| Raoul Urbain                           | instituteur                           | AfR; VIIe ardt                                                    | J                      |                     | 1837-1902  | 35  |
| Édouard Vaillant                       | enseignant                            | AfR; VIIIe ardt                                                   | I                      | CE (1-2), m         | 1840-1915  | 31  |
| Jules Vallès                           | journaliste                           | AfR; XVe ardt                                                     |                        | m                   | 1832-1885  | 39  |
| Eugène Varlin                          | ouvrier relieur                       | VIe, XIIe, XVIIe ardts                                            | I                      | CC, m               | 1839-1871  | 32  |
| Augustin Verdure                       | comptable                             | XIe ardt                                                          | I                      |                     | 1825-1873  | 46  |
| Auguste Vermorel                       | journaliste                           | XVIIIe ardt                                                       |                        | m                   | 1841-1871  | 30  |
| Pierre Vésinier                        | journaliste                           | Ier ardt; 16/04; légion garibaldienne                             | I, J                   |                     | 1826-1902  | 48  |
| Auguste Viard                          | employé                               | AfR; XXe ardt; 16/04                                              | J                      | CC, CE (2)          | 1836-1892  | 35  |

- Trois autres élus sont portés démissionnaires au 1er avril 1871[32] : Benjamin Barré Ier ardt; Rochard Ier ardt; Chéron IIe ardt.